# Saint-Avit-Rivière
Saint-Avit-Rivière település Franciaországban, Dordogne megyében. Lakosainak száma 89 fő (2022. január 1.). Saint-Avit-Rivière Bouillac, Saint-Pardoux-et-Vielvic, Pays-de-Belvès, Saint-Marcory, Saint-Romain-de-Monpazier és Montferrand-du-Périgord községekkel határos.

## Népesség
A település népessége az elmúlt években az alábbi módon változott:
| Lakosok száma | 102  | 71   | 78   | 84   | 76   | 77   | 78   | 81   | 83   | 89   |
|               | 1968 | 1982 | 1990 | 2006 | 2013 | 2015 | 2017 | 2019 | 2020 | 2022 |